# Val Rendena
La Val Rendena è una valle del Trentino-Alto Adige, in provincia di Trento, racchiusa fra l'Adamello a ovest e il Gruppo del Brenta a est. Inizia a sud poco prima dell'abitato di Verdesina, e conclude poi al passo Campo Carlo Magno. La val Rendena è percorsa dal fiume Sarca ed è situata nel cuore del parco naturale Adamello Brenta. Dal punto di vista amministrativo, essa appartiene alla Comunità delle Giudicarie, una delle comunità di valle istituite in provincia nel 2010.
In dialetto la valle era anche chiamata "Val da la trisa". La "trisa" era l'utensile di legno che accompagnava la preparazione della polenta da secoli.

## Geografia
La val Rendena ha inizio presso il rio Finale, poco dopo l'abitato di Tione di Trento. Il primo abitato che si incontra è Verdesina, seguita da Villa, Javré, Darè e Vigo che insieme formano il comune di Porte di Rendena, nato a seguito di una fusione nel 2016. Successivamente si trovano Pelugo e Spiazzo, che fu la Pieve di Rendena, con le sue frazioni Borzago, Fisto, Ches e Mortaso. La valle prosegue con Strembo, Caderzone Terme e Bocenago che non vengono attraversati dalla strada principale. Gli ultimi comuni che si incontrano sono quelli di Giustino (e la frazione Vadaione), Massimeno, situato poco più in quota, Pinzolo e Carisolo. A questo punto la valle si dirama verso ovest con il nome di Val Genova e verso est come val di Campiglio, ma quasi sempre considerata ancora propriamente val Rendena, dove si trovano Sant'Antonio di Mavignola e la rinomata località di Madonna di Campiglio, concludendo poi al passo Campo Carlo Magno. Se si prosegue, superata la val Meledrio si arriva a Dimaro in val di Sole.
La valle è attraversata dalla strada statale 239 di Campiglio, che collega Dimaro e la val di Sole a Tione di Trento e alle valli Giudicarie.

### Geografia fisica
Una particolarità della valle è l'essere racchiusa fra il gruppo dell'Adamello-Presanella a ovest e il gruppo delle Dolomiti di Brenta a est. I due gruppi montuosi nonostante la vicinanza sono molto differenti fra loro: il primo è composto da roccia magmatica formatasi 40 milioni di anni fa, e caratterizzato da cime appuntite e da grandi quantità di acqua, il secondo è composto da rocce sedimentarie e calcaree formatasi fino a 250 milioni di anni fa, con cime più tondeggianti e quasi privo di laghi. 
I massicci sono separati dal fiume Sarca, che attraversa la valle, immettendosi dopo 78 km nel lago di Garda. Presso Pinzolo raccoglie i suoi principali rami: il Sarca di Val Genova, il Sarca di Nambrone e il Sarca di Campiglio. Nel fiume Sarca è anche possibile pescare, dato che è tra i migliori in Italia per riproduzione naturale dei pesci oltre che alle costanti "semine" operate dall'Associazione Pescatori Alto Sarca.

#### Valli laterali
Sono presenti anche varie vallate secondarie ed ognuna è dotata di strada asfaltata anche se nessuna ospita centri importanti. Non mancano tuttavia malghe, rifugi e case da monte tipiche della tradizione montana locale. Le valli laterali più importanti sono:
ad ovest:
- Val san Valentino, percorsa dal rio Bedù di san Valentino
- Val di Borzago, percorsa dal rio Bedù di Pelugo
- Val Genova, percorsa dal Sarca di val genova
- Val Nambrone, percorsa dal Sarca di Nambrone
- Val Nambino, percorsa dal Sarca di Nambino

ad est:
- Val di Campiglio, percorsa dal Sarca di Campiglio
- Val d'Agola o Valagola, percorsa dal Sarca di val d'Agola
- Val Brenta, percorsa dal Sarca di Brenta

#### Laghi
Sono presenti numerosi laghi in val Rendena, situati tutti in montagna. Nel gruppo del Brenta si trovano solamente il lago di Valagola e il laghetto Spinale. Nel gruppo Adamello-Presanella sono molto più numerosi e i principali sono i laghi di San Giuliano, Garzonè, Vacarsa, Lares, Mandrone, Scuro, Cornisello, Nero, Vedretta, Nambrone, Nambino, Serodoli, Gelato, Lambin, Ritorto e Malghette.

## Amministrazioni
La val Rendena è suddivisa in 11 comuni e svariate frazioni. Il comune di Tre Ville, con sede a Ragoli non si trova in val Rendena ma viene considerato in quanto possiede molti territori tra cui località Palù a Madonna di Campiglio.
- Numero comuni appartenenti: 11
- Popolazione: dati ISTAT aggiornati al 31 marzo 2025
- Superficie: dati espressi in chilometri quadrati (km²)
- Altitudine: dati espressi in metri sul livello del mare (m s.l.m.)

| Stemma | Comune                               | Frazioni                                                            | Popolazione | Superficie | Altitudine |
| ------ | ------------------------------------ | ------------------------------------------------------------------- | ----------- | ---------- | ---------- |
|        | Pinzolo                              | Campo Carlo Magno, Madonna di Campiglio, Sant'Antonio di Mavignola  | 3075        | 69,32      | 774        |
|        | Tre Ville (solo territorio comunale) | Palù di Madonna di Campiglio (solo in val Rendena)                  | 1366        | 81,94      | 575        |
|        | Carisolo                             | -                                                                   | 906         | 25,12      | 801        |
|        | Giustino                             | Vadaione                                                            | 752         | 39,39      | 780        |
|        | Massimeno                            | -                                                                   | 131         | 21,03      | 861        |
|        | Caderzone Terme                      | -                                                                   | 696         | 18,61      | 723        |
|        | Strembo                              | -                                                                   | 578         | 38,33      | 714        |
|        | Bocenago                             | -                                                                   | 400         | 8,45       | 750        |
|        | Spiazzo                              | Mortaso, Fisto, Ches, Borzago                                       | 1282        | 71,07      | 649        |
|        | Pelugo                               | -                                                                   | 387         | 22,98      | 675        |
|        | Porte di Rendena                     | Vigo Rendena, Darè, Javré, Villa Rendena (sede comunale), Verdesina | 1818        | 40,71      | 608        |

- Dati Provincia TN, su tuttitalia.it.

## Economia
L'economia della valle, un tempo per lo più agricola, si basa attualmente in larga parte sul turismo sia estivo che invernale, in particolare nella parte alta della valle, grazie agli impianti di risalita, alle piste da sci e ai numerosi hotel presenti a Pinzolo e Madonna di Campiglio.
L'industria casearia ricopre un ruolo di discreta importanza, così come la produzione di salumi (speck, ma anche numerosi prodotti agroalimentari tradizionali quali il cacciatore nostrano all'aglio di Caderzone, la pancetta nostrana all'aglio di Caderzone, il salame all'aglio di Caderzone, la salamella fresca all'aglio di Caderzone, la panceta ligada all'ai e il salam da l'ai). Un tempo il mestiere tipico che i rendeneri esercitavano, emigrando periodicamente, era quello del moleta, come viene definito in dialetto l'arrotino, che consisteva nella molatura delle lame dei coltelli.

## Parco Naturale Adamello-Brenta

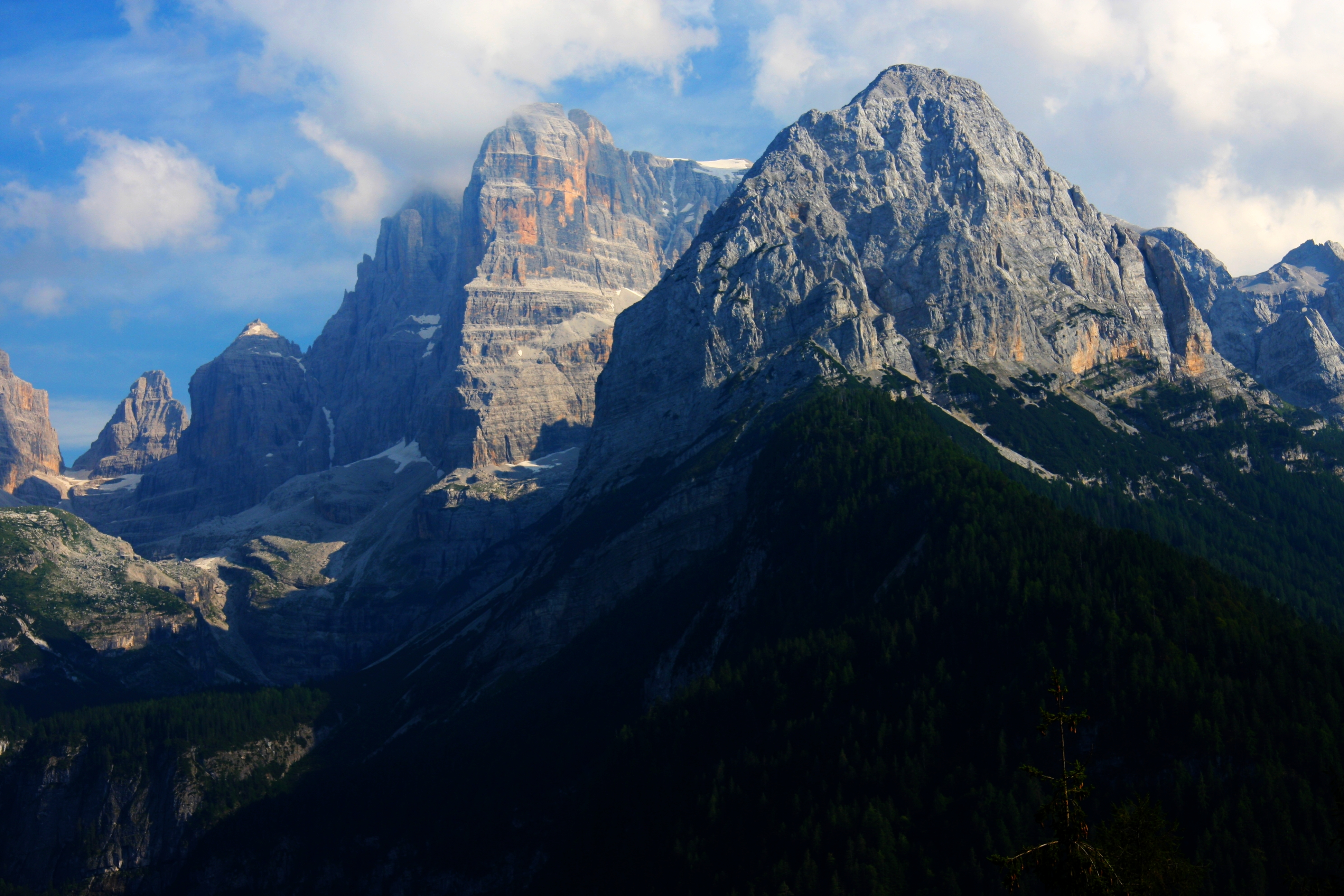
Crozzon di Brenta dalla Val Rendena

Gran parte del territorio della val Rendena fa parte del Parco Naturale Adamello-Brenta, che comprende i due massicci montuosi che contengono la valle: l'Adamello e le Dolomiti di Brenta. La sede del Parco Naturale Adamello-Brenta è a Strembo; ci sono altre case del Parco come la casa del parco "Geopark" a Carisolo, oppure la casa "Acqua life" a Spiazzo. Si estende per 618 kmq ed è il più vasto parco naturale del Trentino.

## Sport

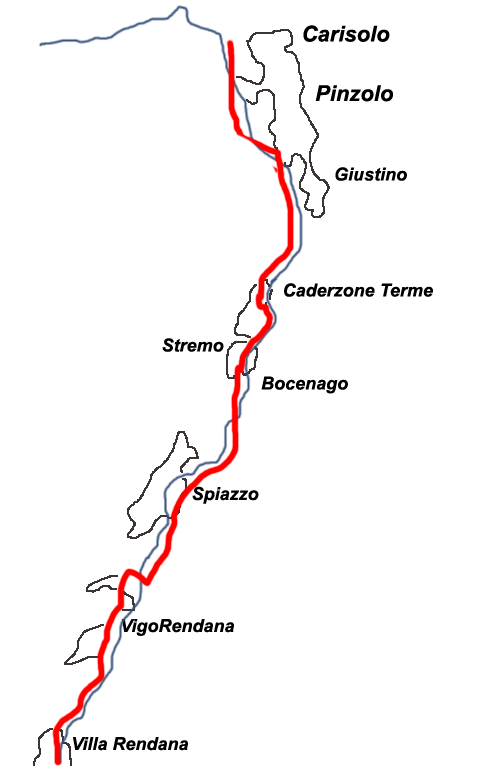
Mappa della pista ciclabile

Tra gli sport più praticati c'è sicuramente lo sci. Il comprensorio di Madonna di Campiglio è collegato a quelli di Folgarida, Marilleva e dalla stagione invernale 2014/15, è attivo il collegamento sciistico anchr con Pinzolo. Insieme formano la Skiarea Campiglio Dolomiti di Brenta Val di Sole, nella quale si possono contare 155 km circa di piste e 61 impianti di risalita.
Famose sono le piste 3-Tre (il nome sta a significare "3 Gare del Trentino"), nella quale vengono disputate gare di slalom speciale della Coppa del Mondo di sci alpino, Spinale Direttissima, che ha nella parte finale pendenze molto elevate; in particolare, è stato intitolato a Michael Schumacher l'ultimo tratto della pista (Schumacher Streif) e Tulot, dove a gennaio viene svolta la gara in salita "Vertical Up".
Gli impianti di risalita, aperti sia in inverno che in estate, permettono ai turisti di praticare sentieri semplici o per escursionisti esperti e ferrate in alta quota tra le Dolomiti di Brenta e il gruppo dell'Adamello.
La val Rendena è attraversata da una pista ciclabile, lunga 16,5 km, con partenza a Carisolo e arrivo a Tione costeggiando costantemente il fiume Sarca. Percorrendo la ciclabile si incontrane anche vari bicigrill. Questa ciclabile, raggiunta la località Sesena a Tione, prosegue poi in direzione del Lago di Ponte Pià, verso Trento. Ogni anno ai primi di Settembre si teneva la "24H Val Rendena - Memorial Giorgio Ducoli", appunto 24 ore in sella alla bicicletta attraversando i tre paesi di Caderzone Terme, Bocenago e Strembo. 
A Campo Carlo Magno e tra Bocenago e Caderzone sono presenti 2 ampi campi da golf. A Carisolo e Campo Carlo Magno ci sono 2 piste da sci di fondo e d'estate, sempre a Carisolo è presente una pista per skiroll. La principale piscina della valle si trova a Spiazzo, avente 2 vasche, una grande e una per i bambini; nello stesso edificio è presente una palestra.
Molto diffuso è anche il calcio, in valle sono presenti 3 club calcistici: il Pinzolo Val Rendena, il Carisolo e la 3P con sede a Caderzone. In quasi tutti i paesi è frequente trovare campetti da calcio, ma anche da tennis, basket e pallavolo.

## Dialetto
Il dialetto della val Rendena è dato dalla transizione da influenze ladine (solandro) nella parte più settentrionale e dialetti lombardi.
I dialetti possono variare notevolmente da un paese all'altro e questo ha determinato una significativa diversità tra i dialetti parlati nell'alta Val Rendena (Carisolo, Pinzolo e Giustino) con quelli della bassa. Da ricordare il taròn o gàim (in Val di Sole), gergo parlato dagli arrotini e dai ramai emigranti che esercitavano questa professione nel Nord Italia.
Questo gergo usava (ed usa ancora) parole di origini antiche per lo più di matrice tedesca.